# Radiotelescopio del cráter lunar

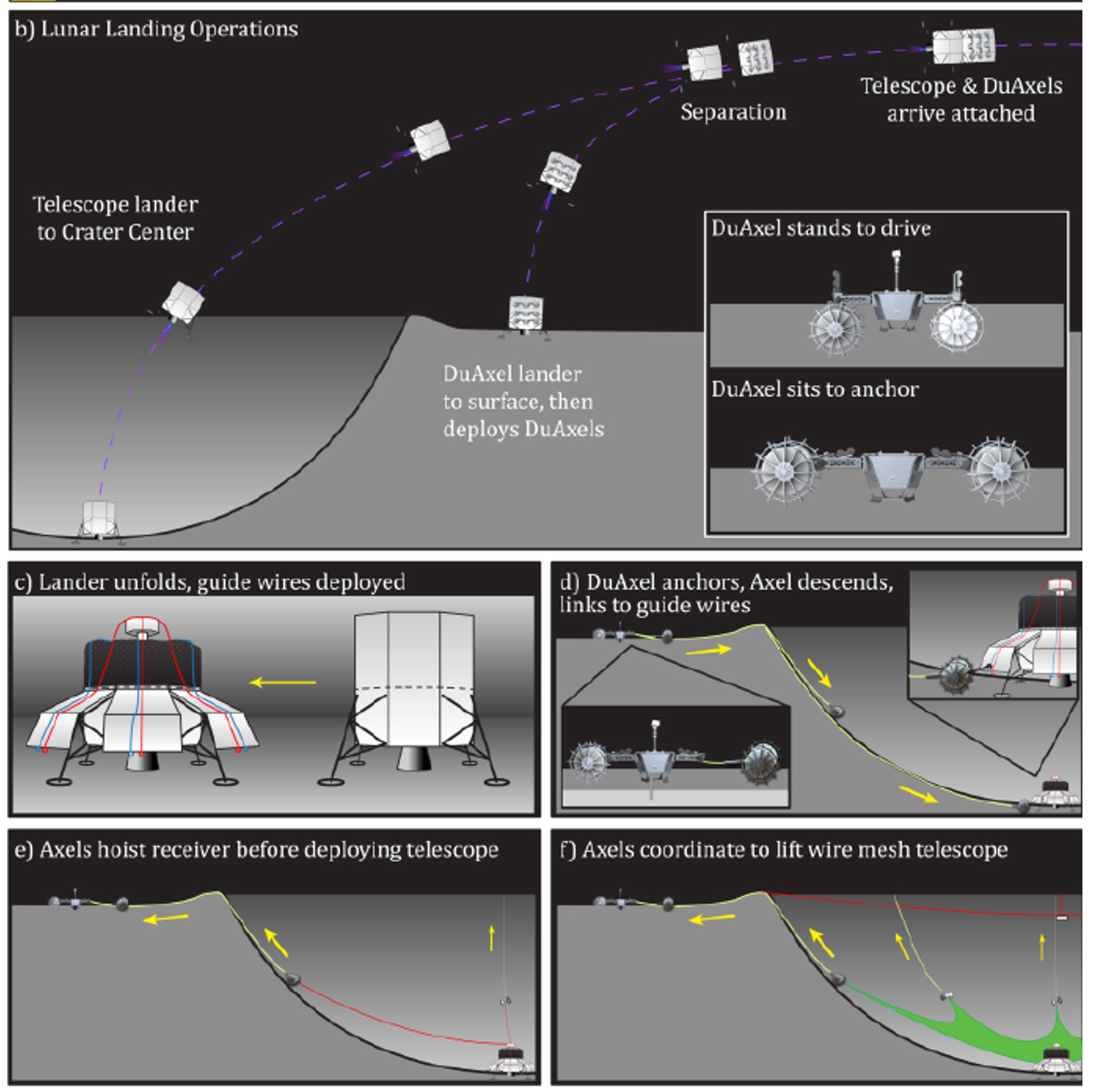
Concepto de construcción del radiotelescopio (LCRT) en un cráter de la Luna.

El Radiotelescopio del Cráter Lunar (LCRT por sus siglas en inglés) es un proyecto del Instituto de Conceptos Avanzados de la NASA para crear un radiotelescopio de longitud de onda ultralarga (es decir, longitudes de onda superiores a 10 m, correspondiente a frecuencias por debajo de 30 MHz ) dentro de un cráter lunar en la cara oculta de la Luna.
Este telescopio lunar estaría protegido de la cacofonía de señales de radio que de encontrarse en la Tierra escucharía de todo tipo de equipos y satélites y además podría escuchar ondas de radio del universo primitivo que los telescopios terrestres son incapaces de obtener.
Si se completase, el telescopio tendría un diámetro estructural de 1,3 km y el reflector tendría 350 m de diámetro y sería parecido al radiotelescopio de Arecibo que colapsó en diciembre de 2020. El despliegue del reflector parabólico con una técnica de origami se realizaría mediante cables de elevación robóticos y un sistema de anclaje.

## Historia
Una propuesta anterior planteó un reflector de 1 km de diámetro de tamaño. A partir de 2023, el proyecto del radiotelescopio del cráter lunar lo realiza la NASA en el Instituto Tecnológico de California (Caltech) y en el Laboratorio de Propulsión a Reacción (JPL).